# 扁囊并殖吸虫
扁囊并殖吸虫（学名：Paragonimus asymmetricus）为并殖科并殖属的动物。在中国大陆，分布于广东惠阳等地，营寄生生活，自然感染终末宿主待查，实验终末宿主为犬以及寄生于肺脏及腹腔。该物种的模式产地在广东惠阳地区。